# Tipulodina susainathani
Tipulodina susainathani är en tvåvingeart som först beskrevs av Alexander 1968.  Tipulodina susainathani ingår i släktet Tipulodina och familjen storharkrankar. Inga underarter finns listade i Catalogue of Life.